# Champion de Belgique des conducteurs
Le titre de Champion de Belgique des conducteurs est attribué annuellement par le Royal Automobile Club de Belgique (RACB) au meilleur pilote automobile du pays toutes disciplines confondues, chacune d'entre elles se voyant également attribuer un lauréat.
Jacky Ickx a obtenu cette distinction à 12 reprises, dont 8 consécutivement.
| Palmarès |
| --- |
| - 1938: Freddy Thélusson; - 1949: Émile Cornet; - 1950: Johnny Claes; - 1951: Johnny Claes; - 1952: Johnny Claes; - 1953: Johnny Claes; - 1954: André Pilette; - 1955: Paul Frère; - 1956: Olivier Gendebien; - 1957: Olivier Gendebien; - 1958: Olivier Gendebien; - 1959: Olivier Gendebien; - 1961: Olivier Gendebien; - 1962: Willy Mairesse; - 1963: Willy Mairesse; - 1964: Lucien Bianchi; - 1965: Willy Mairesse; - 1966: Non attribué; - 1967: Jacky Ickx; - 1968: Jacky Ickx; - 1969: Jacky Ickx; - 1970: Jacky Ickx; - 1971: Jacky Ickx; - 1972: Jacky Ickx; - 1973: Jacky Ickx; - 1974: Jacky Ickx; - 1975: Teddy Pilette; - 1976: Jacky Ickx; - 1977: Jacky Ickx; - 1978: Gilbert Staepelaere; - 1979: Jacky Ickx; - 1980: Thierry Boutsen; - 1981: Thierry Boutsen; - 1982: Jacky Ickx; - 1983: Thierry Boutsen; - 1984: Thierry Boutsen; - 1985: Thierry Boutsen; - 1986: Patrick Snijers; - 1987: Thierry Boutsen; - 1988: Thierry Boutsen; - 1989: Thierry Boutsen; - 1990: Thierry Boutsen; - 1991: Bertrand Gachot; - 1992: Grégoire de Mevius; - 1993: Bruno Thiry; - 1994: Bruno Thiry; - 1995: Marc Goossens - 1996: Marc Goossens - 1997: Freddy Loix; - 1998: Freddy Loix; - 1999: Non attribué; - 2000: Non attribué; - 2001: Bas Leinders; - 2002: Didier Theys; - 2003: Bruno Thiry; - 2004: François Duval; - 2005: François Duval; - 2006: François Duval; - 2007: Jérôme d'Ambrosio; - 2008: François Duval; - 2009: Bertrand Baguette; - 2010: Freddy Loix; - 2011: Thierry Neuville; - 2012: Stoffel Vandoorne; - 2013: Thierry Neuville; - 2014: Stoffel Vandoorne; - 2015: Stoffel Vandoorne; - 2016: Thierry Neuville; - 2017: Thierry Neuville; - 2018: Thierry Neuville; - 2019: Thierry Neuville; - 2020: Stoffel Vandoorne; - 2021: Dries Vanthoor; |

(nb: le lauréat général obtient le titre de RACB Driver of The Year depuis 2004)

## Liens  externes
- (fr) Site officiel du RACB